# Sør-Odal
Sør-Odal là một đô thị ở hạt Hedmark, Na Uy.
Giáo khu Søndre Odalen đã được lập thành đô thị ngày 1 tháng 1 năm 1838 (xem formannskapsdistrikt).
Đây là một đô thị nông nghiệp dọc sông Glåma, bên phía bắc của hồ Storsjøen. Đô thị này giáp các đô thị: Eidskog về phía nam, Kongsvinger về phía đông, Nord-Odal và Grue về phía bắc. Địa hình chủ yếu là đồi, hồ và rừng thường xanh. Kinh tế đô thị này gồm chế tạo, nông trang và dịch vụ. Skarnes được kết nối đường ray với Oslo. Skarnes là quê hương của Øystein Sunde - nhạc sĩ sáng tác Na Uy.